# 記録長官
記録長官（きろくちょうかん、Master of the Rolls、正式名称：Keeper or Master of the Rolls and Records of the Chancery of England）は、イングランドおよびウェールズ控訴院民事部の主席、および民事司法評議会の議長。イングランドおよびウェールズにおける裁判官として、首席裁判官に次ぐ序列2位である。
現職は2021年1月11日に就任したサー・ジェフェリー・ヴォスである。

## 解説

### 起源
記録長官は遅くともエドワード1世の治世中の1286年までには設立された役職であるが、それ以前にも存在した役職ともいわれている。
記録長官は大法官府裁判所の記録（原語はRolls、すなわち「巻物」である）を管理する書記として始まり、大法官府記録管理人（Keeper of the Rolls of Chancery）として知られていた。大法官府には複数人の書記がおり、そのうち首席にあたる人物が記録長官だったため、国璽尚書を代行することもあった。

### 記録に関する職務
元ユダヤ教徒改宗教会はロンドンとウェストミンスターの間に広大な地所を所有していたが、1290年にイングランドからユダヤ人が追放されると、記録長官は元ユダヤ教徒改宗教会の監事（warden）を兼任することになり、建物自体もロールズ・オフィス（Rolls Office、記録事務所）またはロールズ・チャペル（Rolls Chapel、記録礼拝堂）として知られるようになった。多くの事務がこの地所で行われるようになったため、法曹界が周辺に集まって法曹院が成立したほか、ロールズ・エステート（Rolls Estate、記録地所）自体も実質的に法曹院の1つとされた。事務所のほか、ロールズ・オフィスには法的文書の保管所としての一面もあり、1838年には文書の範囲が大法官府から政府全体に拡大し、パブリック・レコード・オフィスへと発展した。この兼任は20世紀まで続き、1958年公文書法によりパブリック・レコード・オフィスに関する職務が大法官に移された。同様の理由により、記録長官は英国記録協会（1932年設立）会長を兼任し、これは1958年公文書法が成立した後、21世紀初の時点でも続いた。
かつては事務弁護士の登録も職務の一部だったが、2024年現在では事務弁護士規制委員会に移行している。

### 裁判官としての職務
大法官府裁判所の整備とともに記録長官にも裁判官としての職務が加わった。その起源は不明であるものの、1433年までには大法官の不在中にその裁判官としての職務を代行する事例がみられるようになった。また1520年には記録長官の司法に関する職務への言及がみられた。16世紀にはトマス・クロムウェル（在任：1534–1540年）といった、大法官の職務を一度も代行せず、記録長官を法律への知識がなくても務められる閑職として扱う人物も存在したが、17世紀以降は裁判官としての地位が高まり、1623年より大法官の副官としての地位が確立され、1729年に記録長官が正式に大法官府裁判所の裁判官の1人になった。それでも大法官より下位とされたが、1833年にはそれも解消され、19世紀半ばには実質的に大法官府裁判所の首席裁判官になっていた。
1873年裁判所法により裁判制度が改革され、大法官府裁判所がほかの裁判所とともに高等法院に統合されると、記録長官は高等法院大法官府部と控訴院に所属するようになったが、1881年裁判所法により大法官府部から離れ、控訴院に専念するようになった。記録長官は現代でも控訴院の裁判官の1人であり、控訴院民事部の部長を兼任する。

## 一覧
| 肖像 | 人物                                                                                | 任期           | 任期           | 他の役職                                                                                | 脚注          |
| ---- | ----------------------------------------------------------------------------------- | -------------- | -------------- | --------------------------------------------------------------------------------------- | ------------- |
|      | ジョン・ラングトン                                                                  | 1286年9月2日   | 1295年10月1日  | 大法官 (1292–1302, 1307–1310)                                                           | [ 19 ] [ 20 ] |
|      | アダム・オズゴッドビー                                                              | 1295年10月1日  | 1316年8月19日  | —                                                                                       | [ 19 ]        |
|      | ウィリアム・エアミン                                                                | 1316年8月19日  | 1324年5月26日  | —                                                                                       | [ 19 ]        |
|      | リチャード・ド・エアミン                                                            | 1324年5月26日  | 1325年7月4日   | —                                                                                       | [ 19 ]        |
|      | ヘンリー・ド・クリフ                                                                | 1325年7月4日   | 1334年1月20日  | —                                                                                       | [ 19 ]        |
|      | マイケル・ラース                                                                    | 1334年1月20日  | 1337年4月28日  | —                                                                                       | [ 19 ]        |
|      | ジョン・ド・セント・ポール                                                          | 1337年4月28日  | 1341年1月10日  | ダブリン大司教 (1349–1362)、アイルランド大法官 (1350–1356)                              | [ 21 ] [ 22 ] |
|      | トマス・イヴシャム                                                                  | 1341年1月10日  | 1341年2月21日  | —                                                                                       | [ 21 ]        |
|      | ジョン・オブ・ソアーズビー                                                          | 1341年2月21日  | 1346年7月2日   | —                                                                                       | [ 21 ]        |
|      | デイヴィッド・ウォロア                                                              | 1346年7月2日   | 1371年3月28日  | —                                                                                       | [ 21 ]        |
|      | ウィリアム・バーストール                                                            | 1371年3月28日  | 1381年9月8日   | —                                                                                       | [ 21 ]        |
|      | ジョン・ド・ウォルサム                                                              | 1381年9月8日   | 1386年10月24日 | 王璽尚書 (1386–1389)、大法官 (1349–1356)                                                | [ 21 ] [ 23 ] |
|      | ジョン・バートン                                                                    | 1386年10月24日 | 1394年7月22日  | —                                                                                       | [ 21 ]        |
|      | ジョン・スカール                                                                    | 1394年7月22日  | 1397年9月11日  | 大法官 (1399–1401)                                                                      | [ 21 ] [ 24 ] |
|      | トマス・スタンリー                                                                  | 1397年9月11日  | 1402年9月24日  | —                                                                                       | [ 21 ]        |
|      | ニコラス・バブウィズ                                                                | 1402年9月24日  | 1405年3月2日   | 王璽尚書 (1405–1406)、大蔵卿 (1407–1408)                                                | [ 25 ] [ 26 ] |
|      | ジョン・ウェイカーリング                                                            | 1405年3月2日   | 1415年6月3日   | 王璽尚書 (1415–1416)                                                                    | [ 25 ] [ 27 ] |
|      | サイモン・ゴーントシード                                                            | 1415年6月3日   | 1423年10月28日 | —                                                                                       | [ 25 ]        |
|      | ジョン・フランク                                                                    | 1423年10月28日 | 1438年11月13日 | —                                                                                       | [ 25 ]        |
|      | ジョン・ストッピンドン                                                              | 1438年11月13日 | 1447年3月29日  | —                                                                                       | [ 25 ]        |
|      | ジョン・カークビー                                                                  | 1447年3月29日  | 1461年12月23日 | —                                                                                       | [ 25 ]        |
|      | ロバート・カークハム                                                                | 1461年12月23日 | 1471年2月12日  | —                                                                                       | [ 25 ]        |
|      | ウィリアム・モーランド                                                              | 1471年2月12日  | 1471年4月29日  | —                                                                                       | [ 25 ]        |
|      | ジョン・アルコック                                                                  | 1471年4月29日  | 1472年3月16日  | 大法官 (1475, 1485–1487)                                                                | [ 25 ] [ 28 ] |
|      | ジョン・モートン                                                                    | 1472年3月16日  | 1479年1月9日   | 大法官 (1487–1500)、カンタベリー大司教 (1486–1500)                                      | [ 25 ] [ 29 ] |
|      | ロバート・モートン                                                                  | 1479年1月9日   | 1483年9月22日  | —                                                                                       | [ 30 ]        |
|      | トマス・バロー                                                                      | 1483年9月22日  | 1485年8月22日  | —                                                                                       | [ 30 ]        |
|      | ロバート・モートン（ウィリアム・エリオットと共同就任）                              | 1485年8月22日  | 1487年2月26日  | 1485年11月13日より共同就任                                                              | [ 30 ] [ 31 ] |
|      | デイヴィッド・ウィリアム                                                            | 1487年2月26日  | 1492年5月5日   | —                                                                                       | [ 30 ]        |
|      | ジョン・ブライス                                                                    | 1492年5月5日   | 1494年2月13日  | —                                                                                       | [ 30 ]        |
|      | ウィリアム・ウォーラム                                                              | 1494年2月13日  | 1502年2月1日   | 国璽尚書 (1502–1504)、大法官 (1504–1515)、カンタベリー大司教 (1503–1532)                | [ 30 ] [ 32 ] |
|      | ウィリアム・バロンズ                                                                | 1502年2月1日   | 1504年11月13日 | —                                                                                       | [ 30 ]        |
|      | クリストファー・ベインブリッジ                                                      | 1504年11月13日 | 1508年1月22日  | ヨーク大司教 (1508–1514)                                                                | [ 30 ] [ 33 ] |
|      | ジョン・ヤング                                                                      | 1508年1月22日  | 1516年5月12日  | —                                                                                       | [ 34 ]        |
|      | カスバート・タンストール                                                            | 1516年5月12日  | 1522年10月20日 | 王璽尚書 (1523–1530)                                                                    | [ 34 ] [ 35 ] |
|      | ジョン・クラーク                                                                    | 1522年10月20日 | 1523年10月9日  | —                                                                                       | [ 34 ]        |
|      | トマス・ハンニバル                                                                  | 1523年10月9日  | 1527年6月26日  | —                                                                                       | [ 34 ]        |
|      | ジョン・テイラー                                                                    | 1527年6月26日  | 1534年10月8日  | ダービー大助祭 (1516–1533)、バッキンガム大助祭 (1516–1534)                              | [ 34 ] [ 36 ] |
|      | トマス・クロムウェル                                                                | 1534年10月8日  | 1536年7月10日  | 国王秘書長官 (1533–1536)、王璽尚書 (1536–1540)                                          | [ 34 ] [ 37 ] |
|      | サー・クリストファー・ヘイルズ                                                      | 1536年7月10日  | 1541年7月1日   | 法務次官 (1525–1529)、法務長官 (1529–1536)                                              | [ 34 ] [ 38 ] |
|      | サー・ロバート・サウスウェル                                                        | 1541年7月1日   | 1550年12月13日 | —                                                                                       | [ 34 ]        |
|      | ジョン・ボーモント                                                                  | 1550年12月13日 | 1552年6月18日  | —                                                                                       | [ 34 ]        |
|      | サー・ロバート・ボーズ                                                              | 1552年6月18日  | 1553年9月18日  | —                                                                                       | [ 34 ]        |
|      | サー・ニコラス・ヘア                                                                | 1553年9月18日  | 1557年11月5日  | 庶民院議長 (1539–1540)                                                                  | [ 39 ] [ 40 ] |
|      | サー・ウィリアム・コーデル                                                          | 1557年11月5日  | 1581年5月30日  | 法務次官 (1553–1557)、庶民院議長 (1558)                                                 | [ 39 ] [ 41 ] |
|      | サー・ギルバート・ジェラード                                                        | 1581年5月30日  | 1594年4月10日  | 法務長官 (1559–1581)                                                                    | [ 39 ] [ 42 ] |
|      | 初代エルズミア男爵トマス・エジャートン                                              | 1594年4月10日  | 1603年5月18日  | 法務次官 (1581–1592)、法務長官 (1592–1594)、大法官 (1596–1617)、第一大蔵卿 (1613–1614)  | [ 39 ] [ 43 ] |
|      | 初代キンロス卿エドワード・ブルース                                                  | 1603年5月18日  | 1611年1月14日  | —                                                                                       | [ 39 ]        |
|      | サー・エドワード・フェリップス                                                      | 1611年1月14日  | 1614年9月1日   | 庶民院議長 (1603–1611)                                                                  | [ 39 ] [ 44 ] |
|      | サー・ジュリアス・シーザー                                                          | 1614年9月1日   | 1636年4月18日  | 財務大臣 (1606–1614)                                                                    | [ 39 ]        |
|      | サー・ダドリー・ディッグス                                                          | 1636年4月18日  | 1639年3月30日  | —                                                                                       | [ 39 ]        |
|      | サー・チャールズ・シーザー                                                          | 1639年3月30日  | 1643年1月28日  | —                                                                                       | [ 39 ]        |
|      | 初代カルペパー男爵ジョン・カルペパー（王党派）                                      | 1643年1月28日  | 1660年11月3日  | 財務大臣 (1642–1643)                                                                    | [ 39 ] [ 45 ] |
|      | サー・ウィリアム・レンソール（議会派）                                              | 1643年11月10日 | 1659年5月14日  | 庶民院議長 (1640–1647, 1647–1653, 1654–1655, 1659–1660)                                 | [ 46 ] [ 47 ] |
|      | 第2代準男爵サー・ハーボトル・グリムストン                                           | 1660年11月3日  | 1685年1月12日  | 庶民院議長 (1660)                                                                       | [ 46 ] [ 48 ] |
|      | サー・ジョン・チャーチル                                                            | 1685年1月12日  | 1685年10月20日 | 法務長官 (1673–1685)                                                                    | [ 46 ] [ 49 ] |
|      | サー・ジョン・トレヴァー                                                            | 1685年10月20日 | 1689年3月13日  | —                                                                                       | [ 46 ]        |
|      | サー・ヘンリー・ポウル                                                              | 1689年3月13日  | 1693年1月13日  | 庶民院議長 (1689)                                                                       | [ 46 ] [ 50 ] |
|      | サー・ジョン・トレヴァー                                                            | 1693年1月13日  | 1717年5月20日  | 庶民院議長 (1685–1687, 1689–1695)                                                       | [ 46 ] [ 51 ] |
|      | サー・ジョセフ・ジキル                                                              | 1717年7月13日  | 1738年8月19日  | —                                                                                       | [ 46 ]        |
|      | サー・ジョン・ヴァーニー                                                            | 1738年10月9日  | 1741年8月5日   | —                                                                                       | [ 46 ]        |
|      | サー・ウィリアム・フォーテスキュー                                                  | 1741年11月5日  | 1749年12月16日 | —                                                                                       | [ 46 ]        |
|      | サー・ジョン・ストレンジ                                                            | 1750年1月11日  | 1754年5月18日  | 法務次官 (1737–1742)                                                                    | [ 46 ] [ 52 ] |
|      | サー・トマス・クラーク                                                              | 1754年5月29日  | 1764年11月13日 | —                                                                                       | [ 53 ]        |
|      | サー・トマス・セウェル                                                              | 1764年12月4日  | 1784年3月6日   | —                                                                                       | [ 53 ]        |
|      | サー・ロイド・ケニオン                                                              | 1784年3月30日  | 1788年6月7日   | 法務長官 (1782–1783, 1783–1784)、王座裁判所主席裁判官 (1788–1802)                       | [ 53 ] [ 54 ] |
|      | サー・リチャード・アーデン                                                          | 1788年6月14日  | 1801年5月23日  | 法務次官 (1782–1783, 1783–1784)、法務長官 (1784–1788)、民訴裁判所主席裁判官 (1801–1804) | [ 53 ] [ 55 ] |
|      | サー・ウィリアム・グラント                                                          | 1801年5月27日  | 1817年12月31日 | 法務次官 (1799–1801)                                                                    | [ 53 ] [ 56 ] |
|      | サー・トマス・プラマー                                                              | 1818年1月6日   | 1824年3月24日  | 法務次官 (1807–1812)、法務長官 (1812–1813)                                              | [ 53 ] [ 57 ] |
|      | 初代ギフォード男爵ロバート・ギフォード                                              | 1824年4月5日   | 1826年9月4日   | 法務次官 (1817–1819)、法務長官 (1819–1824)、民訴裁判所主席裁判官 (1824)                 | [ 53 ] [ 58 ] |
|      | サー・ジョン・コプリー                                                              | 1826年9月14日  | 1827年5月1日   | 法務次官 (1819–1824)、法務長官 (1824–1826)、大法官 (1827–1830, 1834–1835, 1841–1846)    | [ 53 ] [ 59 ] |
|      | サー・ジョン・リーチ                                                                | 1827年5月3日   | 1834年9月14日  | イングランド副大法官 (1818–1827)                                                        | [ 53 ] [ 60 ] |
|      | サー・チャールズ・ペピス                                                            | 1834年9月29日  | 1836年1月19日  | 法務次官 (1834)、大法官 (1836–1841, 1846–1850)                                          | [ 53 ] [ 61 ] |
|      | 初代ラングデイル男爵ヘンリー・ビッカーステス                                        | 1836年1月19日  | 1851年3月28日  | —                                                                                       | [ 62 ]        |
|      | サー・ジョン・ロミリー（1865年12月よりロミリー男爵）                                | 1851年3月28日  | 1873年8月29日  | 法務次官 (1848)、法務長官 (1850)                                                        | [ 62 ]        |
|      | サー・ジョージ・ジェッセル                                                          | 1873年8月30日  | 1883年3月21日  | 法務次官 (1871–1873)                                                                    | [ 62 ] [ 64 ] |
|      | サー・ウィリアム・ブレット （1885年7月よりイーシャー男爵）                          | 1883年4月3日   | 1897年10月18日 | 法務次官 (1868)                                                                         | [ 62 ] [ 66 ] |
|      | サー・ナサニエル・リンドリー                                                        | 1897年10月25日 | 1900年5月10日  | —                                                                                       | [ 62 ] [ 67 ] |
|      | サー・リチャード・ウェブスター                                                      | 1900年5月10日  | 1900年10月22日 | 首席裁判官 (1900–1913)                                                                  | [ 62 ] [ 69 ] |
|      | サー・アーチボルド・レヴィン・スミス                                                | 1900年10月23日 | 1901年10月19日 | —                                                                                       | [ 62 ]        |
|      | サー・リチャード・コリンズ                                                          | 1901年10月19日 | 1907年3月6日   | —                                                                                       | [ 62 ] [ 70 ] |
|      | サー・ハーバート・コーゼンス＝ハーディー（1914年7月よりコーゼンス＝ハーディー男爵） | 1907年3月6日   | 1918年4月30日  | —                                                                                       | [ 62 ]        |
|      | サー・チャールズ・スウィンフェン・イーディ                                          | 1918年5月2日   | 1919年10月20日 | —                                                                                       | [ 62 ]        |
|      | 初代スターンデイル男爵ウィリアム・ピックフォード                                    | 1919年10月31日 | 1923年8月17日  | 検認・離婚・海事部長官 (1918–1919)                                                      | [ 72 ] [ 73 ] |
|      | サー・アーネスト・ポロック（1926年2月よりハンワース男爵）                           | 1923年10月12日 | 1935年10月7日  | 法務次官 (1919–1922)、法務長官 (1922)                                                   | [ 72 ] [ 75 ] |
|      | ライト男爵ロバート・ライト                                                          | 1935年10月7日  | 1937年4月27日  | —                                                                                       | [ 72 ]        |
|      | サー・ウィルフリッド・グリーン（1941年7月よりグリーン男爵）                         | 1937年4月27日  | 1949年6月1日   | —                                                                                       | [ 72 ]        |
|      | サー・レイモンド・エヴァーシェッド（1956年1月よりエヴァーシェッド男爵）             | 1949年6月1日   | 1962年4月19日  | —                                                                                       | [ 72 ]        |
|      | デニング男爵トム・デニング                                                          | 1962年4月19日  | 1982年9月29日  | —                                                                                       | [ 72 ]        |
|      | サー・ジョン・ドナルドソン（1988年2月よりリミントンのドナルドソン男爵）             | 1982年9月30日  | 1992年10月1日  | —                                                                                       | [ 72 ]        |
|      | サー・トム・ビンガム                                                                | 1992年10月1日  | 1996年6月4日   | 首席裁判官 (1996–2000)、先任常任上訴貴族 (2000–2008)                                    | [ 79 ] [ 80 ] |
|      | ウルフ男爵ハリー・ウルフ                                                            | 1996年6月4日   | 2000年6月6日   | 首席裁判官 (2000–2005)                                                                  | [ 80 ] [ 81 ] |
|      | ワース・マルトレイヴァースのフィリップス男爵ニック・フィリップス                    | 2000年6月6日   | 2005年10月3日  | 首席裁判官 (2005–2008)、最高裁判所長官 (2009–2012)                                      | [ 81 ] [ 83 ] |
|      | サー・トニー・クラーク （2009年5月よりストーン＝カム＝エボニーのクラーク男爵）      | 2005年10月3日  | 2009年9月30日  | 最高裁判所裁判官 (2009–2017)                                                            | [ 83 ] [ 85 ] |
|      | アボッツベリーのニューバーガー男爵デイヴィッド・ニューバーガー                      | 2009年10月1日  | 2012年9月30日  | 最高裁判所長官 (2012–2017)                                                              | [ 85 ] [ 82 ] |
|      | ダイソン卿ジョン・ダイソン                                                          | 2012年10月1日  | 2016年10月2日  | 最高裁判所裁判官 (2010–2012)                                                            | [ 1 ] [ 5 ]   |
|      | サー・テレンス・エザートン（2020年12月よりエザートン男爵）                          | 2016年10月3日  | 2021年1月10日  | 高等法院法官 (2013–2016)                                                                | [ 5 ] [ 6 ]   |
|      | サー・ジェフェリー・ヴォス                                                          | 2021年1月11日  | 現職           | 高等法院法官 (2016–2021)                                                                | [ 6 ] [ 87 ]  |

## 記録長官が叙された爵位
| 記録長官                                   | 爵位                                                         | 創設日         | 現状               | 記録長官以外の官職     | 脚注                   |
| ------------------------------------------ | ------------------------------------------------------------ | -------------- | ------------------ | ---------------------- | ---------------------- |
| トマス・クロムウェル                       | エセックス伯爵                                               | 1540年4月18日  | 1540年6月29日剥奪  | 国王秘書長官、王璽尚書 | [ 37 ]                 |
| トマス・クロムウェル                       | クロムウェル男爵                                             | 1536年7月8日   | 1540年6月29日剥奪  | 国王秘書長官、王璽尚書 | [ 37 ]                 |
| サー・トマス・エジャートン                 | ブラックリー子爵                                             | 1616年11月7日  | 1829年2月11日廃絶  | 大法官                 | [ 88 ]                 |
| サー・トマス・エジャートン                 | エルズミア男爵                                               | 1603年7月21日  | 1829年2月11日廃絶  | 大法官                 | [ 88 ]                 |
| サー・エドワード・ブルース                 | キンロス卿                                                   | 1602年2月2日   | 現存               | なし                   | [ 89 ] [ 90 ]          |
| サー・ジョン・カルペパー                   | カルペパー男爵                                               | 1644年10月21日 | 1725年6月15日廃絶  | 財務大臣               | [ 91 ]                 |
| サー・ロイド・ケニオン                     | ケニオン男爵                                                 | 1788年6月9日   | 現存               | 王座裁判所主席裁判官   | [ 92 ] [ 93 ]          |
| サー・リチャード・アーデン                 | アルヴァンリー男爵                                           | 1801年5月22日  | 1857年6月24日廃絶  | 民訴裁判所主席裁判官   | [ 94 ]                 |
| サー・ロバート・ギフォード                 | ギフォード男爵                                               | 1824年1月30日  | 現存               | 民訴裁判所主席裁判官   | [ 95 ] [ 96 ]          |
| サー・ジョン・コプリー                     | リンドハースト男爵                                           | 1827年4月25日  | 1863年10月12日廃絶 | 大法官                 | [ 97 ]                 |
| サー・ジョン・コプリー                     | リンドハースト男爵                                           | 1827年4月25日  | 1863年10月12日廃絶 | 財務裁判所主席裁判官   | [ 97 ]                 |
| サー・チャールズ・ペピス                   | コッテナム伯爵                                               | 1850年6月11日  | 現存               | 大法官                 | [ 98 ] [ 99 ]          |
| サー・チャールズ・ペピス                   | コッテナム男爵                                               | 1836年1月20日  | 現存               | 大法官                 | [ 98 ] [ 99 ]          |
| サー・ヘンリー・ビッカーステス             | ラングデイル男爵                                             | 1836年1月23日  | 1851年4月18日廃絶  | なし                   | [ 100 ]                |
| サー・ジョン・ロミリー                     | ロミリー男爵                                                 | 1866年1月3日   | 1983年6月29日廃絶  | なし                   | [ 101 ] [ 102 ]        |
| サー・ウィリアム・ブレット                 | イーシャー子爵                                               | 1897年11月11日 | 現存               | なし                   | [ 65 ] [ 103 ] [ 104 ] |
| サー・ウィリアム・ブレット                 | イーシャー男爵                                               | 1885年7月24日  | 現存               | なし                   | [ 65 ] [ 103 ] [ 104 ] |
| サー・ナサニエル・リンドリー               | リンドリー男爵（常任上訴貴族）                               | 1900年5月10日  | 1921年12月9日廃絶  | なし                   | [ 105 ]                |
| サー・リチャード・ウェブスター             | アルヴァーストン子爵                                         | 1913年11月24日 | 1915年12月15日廃絶 | 首席裁判官             | [ 106 ]                |
| サー・リチャード・ウェブスター             | アルヴァーストン男爵                                         | 1900年6月18日  | 1915年12月15日廃絶 | 首席裁判官             | [ 106 ]                |
| サー・リチャード・コリンズ                 | コリンズ男爵（常任上訴貴族）                                 | 1907年3月6日   | 1911年1月3日廃絶   | なし                   | [ 107 ]                |
| サー・ハーバート・コーゼンス＝ハーディー   | コーゼンス＝ハーディー男爵                                   | 1914年7月1日   | 1975年9月11日廃絶  | なし                   | [ 71 ] [ 108 ]         |
| サー・チャールズ・スウィンフェン・イーディ | スウィンフェン男爵                                           | 1919年11月1日  | 現存               | なし                   | [ 109 ] [ 110 ]        |
| サー・ウィリアム・ピックフォード           | スターンデイル男爵                                           | 1918年11月14日 | 1923年8月17日廃絶  | なし                   | [ 111 ]                |
| サー・アーネスト・ポロック                 | ハンワース子爵                                               | 1936年1月17日  | 現存               | なし                   | [ 112 ] [ 113 ]        |
| サー・アーネスト・ポロック                 | ハンワース男爵                                               | 1926年1月28日  | 現存               | なし                   | [ 112 ] [ 113 ]        |
| サー・ロバート・ライト                     | ライト男爵（常任上訴貴族）                                   | 1932年4月11日  | 1964年6月27日廃絶  | なし                   | [ 114 ] [ 115 ]        |
| サー・ウィルフリッド・グリーン             | グリーン男爵                                                 | 1941年7月16日  | 1952年4月16日廃絶  | なし                   | [ 116 ]                |
| サー・レイモンド・エヴァーシェッド         | エヴァーシェッド男爵                                         | 1956年1月20日  | 1966年10月3日廃絶  | なし                   | [ 117 ]                |
| サー・トム・デニング                       | デニング男爵（常任上訴貴族）                                 | 1957年4月24日  | 1999年3月5日廃絶   | なし                   | [ 118 ] [ 119 ]        |
| サー・ジョン・ドナルドソン                 | リミントンのドナルドソン男爵（一代貴族）                     | 1988年2月15日  | 2005年8月31日廃絶  | なし                   | [ 78 ] [ 120 ]         |
| サー・トム・ビンガム                       | コーンヒルのビンガム男爵（常任上訴貴族）                     | 1996年6月4日   | 2010年9月11日廃絶  | 首席裁判官             | [ 121 ] [ 122 ]        |
| サー・ハリー・ウルフ                       | ウルフ男爵（常任上訴貴族）                                   | 1992年10月1日  | 現存               | 首席裁判官             | [ 124 ]                |
| サー・ニック・フィリップス                 | ワース・マルトレイヴァースのフィリップス男爵（常任上訴貴族） | 1999年1月12日  | 現存               | 最高裁判所長官         | [ 126 ]                |
| サー・ニック・フィリップス                 | ワース・マルトレイヴァースのフィリップス男爵（常任上訴貴族） | 1999年1月12日  | 現存               | 首席裁判官             | [ 126 ]                |
| サー・トニー・クラーク                     | ストーン＝カム＝エボニーのクラーク男爵（一代貴族）           | 2009年5月29日  | 現存               | なし                   | [ 84 ]                 |
| サー・デイヴィッド・ニューバーガー         | アボッツベリーのニューバーガー男爵（常任上訴貴族）           | 2007年1月11日  | 現存               | 最高裁判所長官         | [ 128 ]                |
| サー・テレンス・エザートン                 | エザートン男爵（一代貴族）                                   | 2020年12月23日 | 現存               | 高等法院法官           | [ 86 ]                 |

## ギャラリー

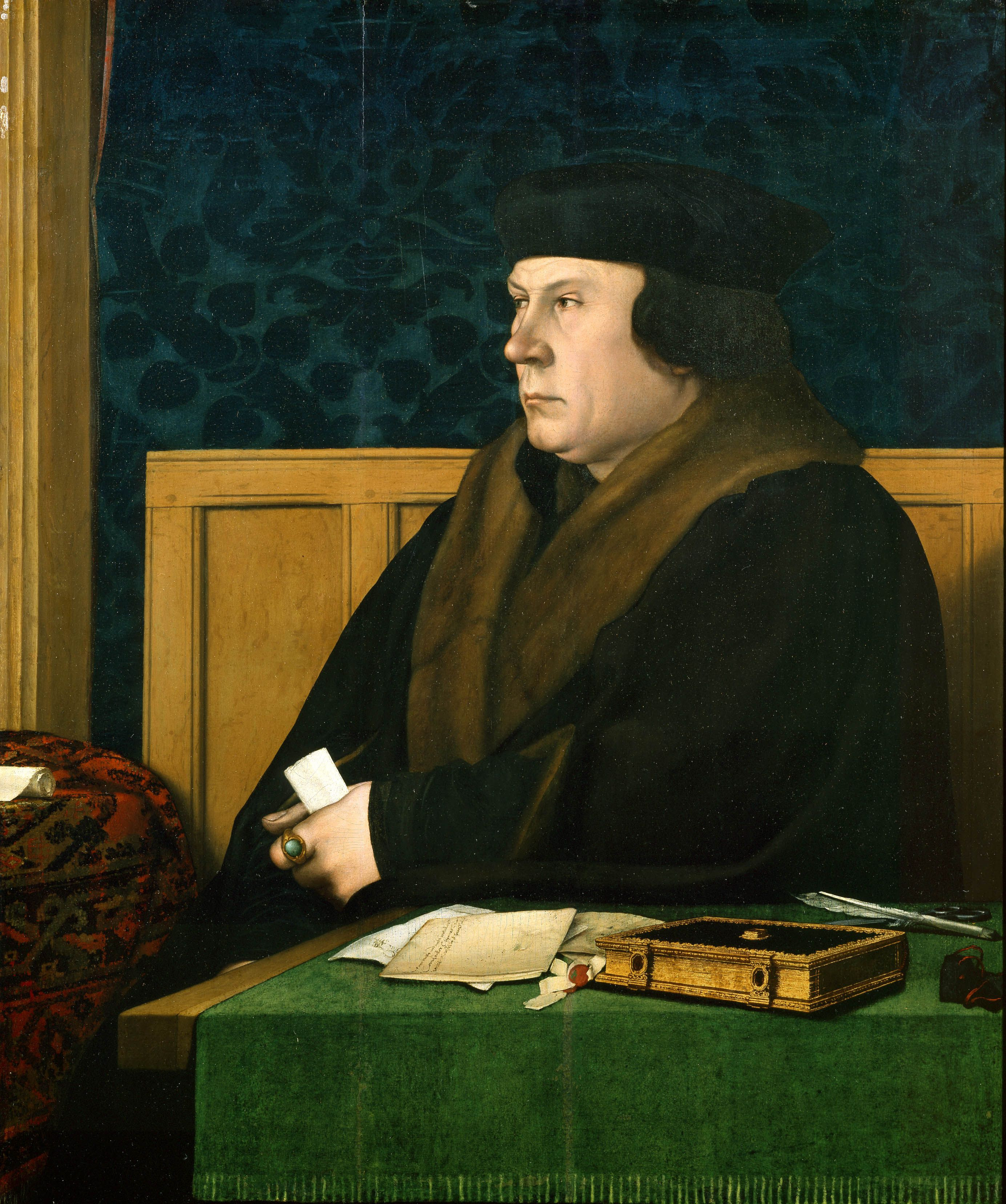
トマス・クロムウェル。ヘンリー8世の側近として改革とを主導した。
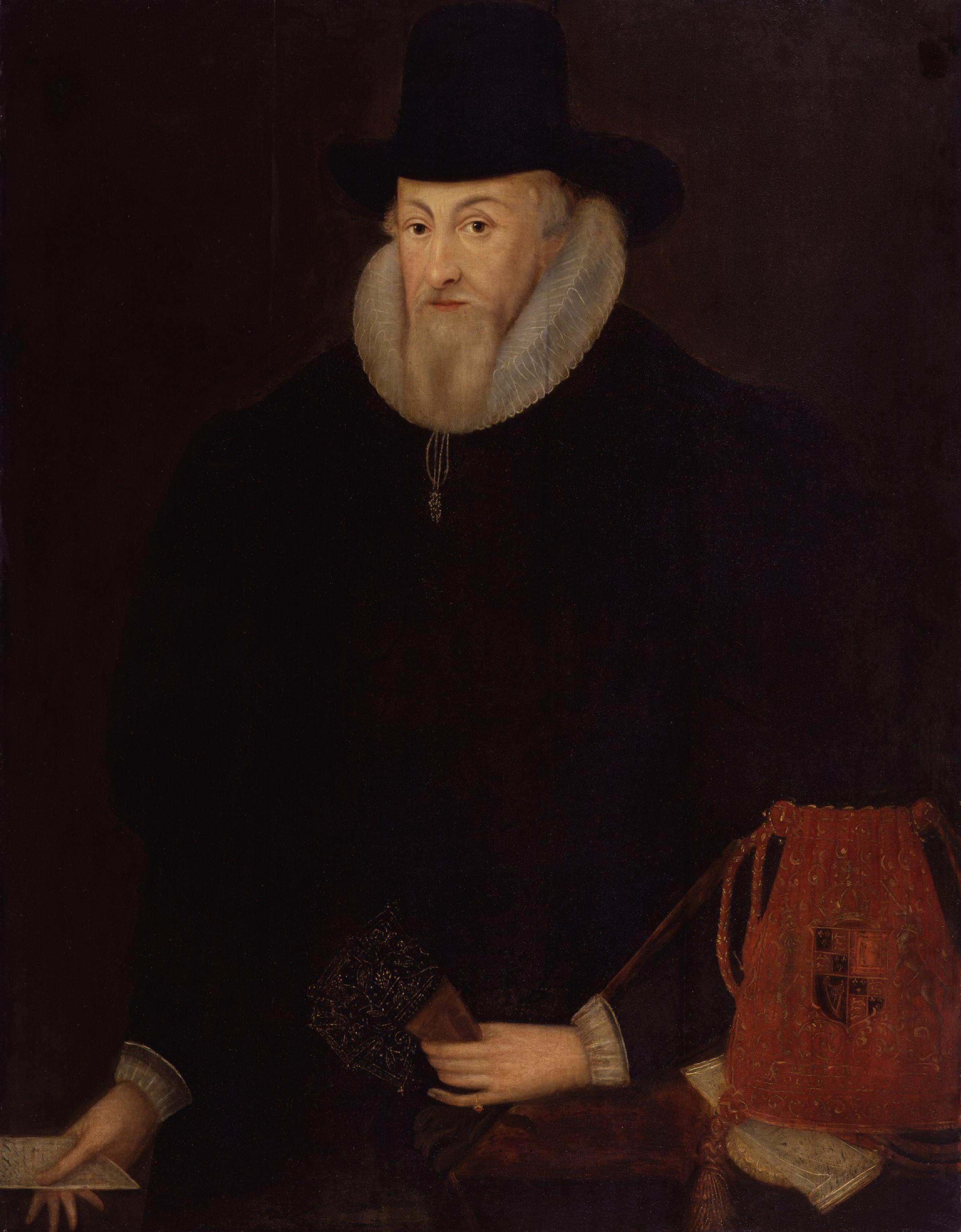
サー・トマス・エジャートン。大法官および国璽尚書を21年間務めた。
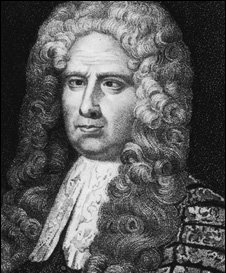
サー・ジョン・トレヴァー（英語版）。2009年にマイケル・マーティン（英語版）が辞任するまで、在任中に辞任した最後の庶民院議長として知られた。
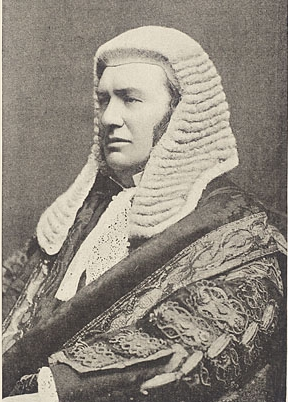
サー・ナサニエル・リンドリー（英語版）。上級法廷弁護士（英語版）のうち最後に任命され、最後まで存命だった人物。
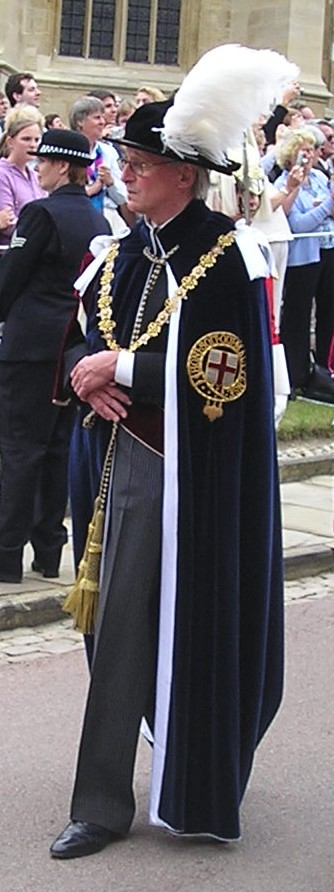
サー・トマス・ビンガム（英語版）。連合王国最高裁判所の設立に貢献した。